# Jou-sous-Monjou
Jou-sous-Monjou település Franciaországban, Cantal megyében. Lakosainak száma 107 fő (2022. január 1.). Jou-sous-Monjou Badailhac, Pailherols, Raulhac, Saint-Clément és Vic-sur-Cère községekkel határos.

## Népesség
A település népességének változása:
| Lakosok száma | 247  | 168  | 143  | 116  | 115  | 110  | 102  | 98   | 96   | 107  |
|               | 1968 | 1982 | 1990 | 2006 | 2013 | 2015 | 2017 | 2019 | 2020 | 2022 |